# Traona
Traona är en ort och kommun i provinsen Sondrio i regionen Lombardiet i Italien. Kommunen hade 2 798 invånare (2018).